# 中通リハビリテーション病院
中通リハビリテーション病院（なかどおりリハビリテーションびょういん）は、社会医療法人明和会が秋田県秋田市中通に設置する病院。全日本民主医療機関連合会（民医連）加盟病院。

## 診療科
- リハビリテーション科
- 内科
- 整形外科
- 精神科

## 医療機関の指定・認定
（下表の出典）
| 保険医療機関                           | 労災保険指定医療機関                           |
| 指定自立支援医療機関（精神通院医療）   | 身体障害者福祉法指定医の配置されている医療機関 |
| 精神保健指定医の配置されている医療機関 | 生活保護法指定医療機関                         |
| 結核指定医療機関                       |                                                |

- このほか、各種法令による指定・認定病院であるとともに、各学会の認定施設でもある。

## 交通アクセス
- JR秋田新幹線・奥羽本線・羽越本線「秋田駅」西口より徒歩約15分[3]

## 関連施設
- 社会医療法人明和会
  - 中通総合病院
  - 大曲中通病院
  - 港北中通診療所
  - 中通高等看護学院
  - ふき検診クリニック
  - 中通歯科診療所
  - ホームヘルパーステーション
  - 中通健康クリニック
  - 出張診療所
  - 中通訪問看護ステーション
  - 大曲訪問看護ステーション